# José Eduardo Picerno
José Eduardo Picerno (La Plata, 25 de julio de 1910-desconocido) fue un abogado, diplomático y político argentino del Partido Peronista. Se desempeñó como gobernador del Territorio Nacional del Chubut entre 1950 y 1951 y como diputado nacional por la provincia de Buenos Aires entre 1952 y 1955.

## Biografía
Era abogado del partido de Veinticinco de Mayo (provincia de Buenos Aires) y en política adhirió al peronismo. En 1946, fue candidato a diputado nacional por la Unión Cívica Radical Junta Renovadora en la provincia de Buenos Aires.
Luego ejerció como diplomático, cumpliendo funciones en el Ministerio de Relaciones Exteriores y Culto y en la misión permanente de Argentina ante la Organización de las Naciones Unidas como primer secretario y representante alterno.
Entre 1950 y 1951 se desempeñó como gobernador del Territorio Nacional del Chubut, designado por el presidente Juan Domingo Perón. En su gestión creó la comuna de fomento de Villa Dique Florentino Ameghino con el nombre de Eva Perón, en el marco de la construcción de la central hidroeléctrica del mismo nombre.
En las elecciones legislativas de 1951, fue elegido diputado nacional siendo candidato del Partido Peronista en la 29.° circunscripción de la provincia de Buenos Aires. Fue vocal en la comisión de Relaciones Exteriores y Culto, presidente de la comisión especial redactora de los códigos de procedimientos en lo civil y comercial y de la organización de los tribunales, así como secretario de la comisión de Asuntos Constitucionales.
Había sido elegido hasta 1958 pero permaneció en el cargo hasta septiembre de 1955, cuando su mandato fue interrumpido por el golpe de Estado de la autoproclamada Revolución Libertadora.